# Francisco de Paula Rodrigues Alves
Francisco de Paula Rodrigues Alves (Guaratinguetá, 7 luglio 1848 – Rio de Janeiro, 16 gennaio 1919) è stato un politico brasiliano.
Presidente del Brasile dal 15 novembre 1902 al 15 novembre 1906, fu eletto nuovamente nel 1919 ma morì prima di entrare in carica. 

## Biografia
Di professione avvocato, Rodrigues Alves fu deputato della provincia di São Paulo (1872) e poi governatore della stessa. Divenne anche consigliere imperiale (1884-1889). Membro dell'Assemblea Costituente (1891), fu poi ministro delle Finanze sotto i presidenti Floriano Peixoto e Prudente de Morais (1891-1898) e senatore per il Partido Republicano Paulista (1897-1900 e 1916-1918).
Più volte eletto governatore del São Paulo (1900-1902 e 1912-1916), fu presidente della Repubblica dal 1902 al 1906. Il suo vice designato, Silviano Brandão, morì il 25 settembre 1902 prima ancora di entrare in carica, e fu sostituito dall'avvocato Afonso Augusto Moreira Pena. Nel 1903 Rodrigues Alves concluse vittoriosamente una breve guerra con la Bolivia, annettendo al Brasile i distretti di Roraima e dell'Acre. La sua prima presidenza fu detta Quadriênio Progressista per la sua stabile politica amministrativa.
Nel 1904 promosse a Rio de Janeiro una campagna sanitaria, guidata da Oswaldo Cruz, che comportava la vaccinazione antivaiolosa obbligatoria: il senatore Lauro Sondré e il generale Silveira Travassos, suoi avversari politici e militari, ne approfittarono per fomentare la “Revolta da Vacina” (movimento di opposizione popolare), propagandola anche alle Scuole Militari di Plaia Vermelha e Realengo. Nuovamente eletto presidente nel 1919, morì di influenza spagnola prima di assumere la carica.